# 働く男
「働く男」（はたらくおとこ）は、日本のロックバンドであるUNICORNの楽曲。
1990年7月21日にCBS・ソニーから3枚目のシングルとしてリリースされた。作詞・作曲は奥田民生が行い、プロデュースはUNICORN名義となっている。
前作「デーゲーム」（1989年）よりおよそ10か月ぶりにリリースされたシングルであり、1枚目のシングル「大迷惑」と同様に会社員の悲哀をテーマとした作品。カップリング曲である「CSA」は所属事務所の住所、「ロック幸せ」は会社員の悲哀をテーマにしており、収録曲全ての歌詞が「仕事」と言うテーマで統一されている。歌メロのコードから外れているバックの演奏が特徴であり、ライターの川口瑞夫曰く「エスノファンク」の楽曲である。
フジテレビ系バラエティ番組『夢で逢えたら』（1988年 - 1991年）のオープニングテーマに使用され、シングル盤はオリコンチャートにて最高位3位となった。また後年PUFFYによってカバーされ、フジテレビ系テレビアニメ『働きマン』（2006年）の主題歌として使用された。

## 録音、制作
フジテレビ系バラエティ番組『夢で逢えたら』（1988年 - 1991年）の主題歌制作の依頼が来たことが発端となり、UNICORNメンバーは各自で楽曲を持ち寄ることとなった。阿部義晴が制作した曲が後にミニ・アルバム『おどる亀ヤプシ』（1990年）に収録された「PTA〜光のネットワーク〜」、手島いさむが制作した曲が後にアルバム『ケダモノの嵐』（1990年）に収録された「自転車泥棒」、西川幸一が制作した曲は形にならず、堀内一史が制作した曲が『ケダモノの嵐』収録の「フーガ」となった。後の審査で「テンポがある曲」という基準に達したのが、奥田が制作した本作であったために主題歌として採用されることとなった。
しばらくライブなども行っていない時期であったため、レコーディング時に西川は腱鞘炎となった。そのためドラムスの音はハイハットなどをサンプリングして打ち込みした音が使用されている。しかしシンバルだけは西川がサンプリングにあわせ、生で叩いている。また、ドラマーが演奏時に声を出すことに倣って、西川に「プロッホゥ!」や「ヤプシィ!」など叫び声を上げさせてレコーディングしている。レコーディング時には西川をドラムセットに座らせて、マイク位置も通常通りにセッティングして行われた。最終的には叫び声のネタがなくなり、「イッ」とだけ叫んだ音声をカウベルが鳴る1か所にだけ入れている。

## 音楽性と歌詞
「働く男」というテーマに関して西川は、奥田が商社マンとして働いてみたいという願望があったことから本作を制作したと述べている。それに対して奥田は「大迷惑」から着想を得て本作を制作したと述べている。また、奥田は制作当時からことあるごとに本作を「自信作だ」と述べている。音楽誌『別冊宝島724 音楽誌が書かないJポップ批評22 ユニコーン&奥田民生の摩訶不思議』においてライターの川口瑞夫は、奥田が自身と折り合いを付けて外向きに制作した曲であると述べ、また「かなり混沌とした印象を受ける曲でもある」と指摘、さらに初めて聴いた感想は「エスノファンク」であったと述べている。川口は歌メロのコードから外れて行こうとする各パートの演奏が特徴であると述べ、それにも拘わらずポップな曲であることから「ユニコーンの面白さと危うさが凝縮されているともいえる」と述べている。
本作を収録したシングルはすべて会社のことをテーマとした楽曲が収録されているが、堀内はたまたまであったと述べ、西川は後でその事実に気が付いたという。カップリング曲である「CSA」はパンク・ロック調の激しい曲であり、バンドの所属事務所である「CSA（CSアーティスツ）」の住所・電話番号・社名がそのまま歌詞になっている。後半の「CSA」のシャウトはメンバー全員によるものだが、なぜか1人ずつ上半身裸になり、スタジオのブース（通常演奏を行うスペースの外）でレコーディングを行った。「ロック幸せ」 は西川が初めて作詞、作曲、リードボーカルを担当した曲であり、手島から3コード、JUN SKY WALKER(S)の森純太からアレンジを教わって制作された。ボーカルも西川が担当しているほか、手島のボーカルが逆相で収録されている。手島は以前から川西は声の通りがよく、ボーカルに向いていると思っていたという。ライブで披露される際は、ドラムは奥田が担当した。UNICORN名義で西川がリードボーカルを担当するのは1993年の解散まで「ロック幸せ」のみであったが、再結成後のアルバム『シャンブル』（2009年）には西川が作詞、作曲およびボーカルを担当した「キミトデカケタ」が収録された。

## リリース
1990年7月21日にCBS・ソニーから8センチCDおよびカセットテープの2形態でリリースされた。
カップリング曲である「CSA」と「ロック幸せ」がなぜか1曲目として収録されており、表題曲の「働く男」が2曲目という変則的な曲順になっている。カセットテープ版のB面には同一曲がそのまま収録されている。

## チャート成績
本作はオリコンチャートにおいて最高位3位、登場回数は15回、売り上げ枚数は27.0万枚となった。
奥田は「俺が意気込んだ曲は売れない」と語っていたが、ユニコーンのシングルとしては歴代最高の売上枚数を記録した。

## ミュージック・ビデオ
本作のミュージック・ビデオは、サラリーマン姿で演奏するメンバーの周りを全裸の外国人モデルが歩き回るという内容である。自主規制により、地上波ではメンバーが行進しているサビ部分のみを放送することが多く、フルコーラス放送されることは稀であった。

## ライブ・パフォーマンス
「働く男」に関するテレビ出演として、1990年7月25日放送のフジテレビ系音楽番組『夜のヒットスタジオSUPER』（1989年 - 1990年）にて演奏されたほか、同年9月22日放送のフジテレビ系バラエティ番組『夢で逢えたら』（1988年 - 1991年）の1コーナー「バッハスタジオII〜ホコテンキングへの道〜」に出演し本作を演奏した。
「CSA」に関して、ライブビデオ『MOVIE4 舞監なき戦い』（1992年）においてメドレー「風〜CSA〜風II」が収録された。2009年のバンド再結成後は、後の事務所名である「SMA」の住所・電話番号・社名に歌詞を変えて歌唱された。

## シングル収録曲
| 全編曲: UNICORN。 |                     |                    |                    |                                |      |
| #                 | タイトル            | 作詞               | 作曲               | ボーカル                       | 時間 |
| 1.                | 「CSA〜ロック幸せ」 | 阿部義晴〜川西幸一 | 阿部義晴〜川西幸一 | 阿部義晴〜川西幸一、手島いさむ | 2:50 |
| 2.                | 「働く男」          | 奥田民生           | 奥田民生           | 奥田民生                       | 3:47 |
| 合計時間:         | 合計時間:           | 合計時間:          | 合計時間:          | 合計時間:                      | 6:37 |

## スタッフ・クレジット

### 参加ミュージシャン
- 奥田民生 - ボーカル、ギター
- 阿部義晴 - キーボード、コーラス
- 堀内一史 - ベース
- 手島いさむ - ギター、コーラス
- 西川幸一 - ドラムス

- ジェイク・H・コンセプション - サックス・ソロ

## リリース履歴
| No. | 日付          | レーベル    | 規格         | 規格品番            | 最高順位 | 備考 |
| --- | ------------- | ----------- | ------------ | ------------------- | -------- | ---- |
| 1   | 1989年4月29日 | CBS・ソニー | 8センチCD CT | CSDL-3138 CSSL-3138 | 3位      |      |

## 楽曲の収録アルバム
「働く男」
- 『ケダモノの嵐』（1990年）
- 『THE VERY BEST OF UNICORN』（1993年）
- 『STAR BOX』（1999年）
- 『ULTRA SUPER GOLDEN WONDERFUL SPECIAL ABSOLUTE COMPLETE PERFECT SUPREME TERRIFIC ULTIMATE...』（2002年）
- 『I LOVE UNICORN 〜FAN BEST〜』（2009年）
- 『Quarter Century Single Best』（2012年）
- 『キミが好きだと叫びたい 〜Love & Yell〜』（2020年） (#2)

「CSA〜ロック幸せ」
※特記を除いて「CSA」と「ロック幸せ」は個別にトラック分けされて収録されている。
- 『ケダモノの嵐』（1990年）
- 『ULTRA SUPER GOLDEN WONDERFUL SPECIAL ABSOLUTE COMPLETE PERFECT SUPREME TERRIFIC ULTIMATE...』（2002年）
- 『I LOVE UNICORN 〜FAN BEST〜』（2009年） - 「ロック幸せ」のみ収録。
- 『Quarter Century Single Best』（2012年） - 「CSA〜ロック幸せ」として収録。

## PUFFYによるカバー
PUFFYによる「働く男」は、2006年11月22日にキューンレコードから22枚目のシングルとして発売された。初回生産限定盤はスーパーピクチャーレーベル仕様となっていた。
PUFFYのプロデュースを担当していたのは、奥田民生である。
PUFFYのバージョンは、フジテレビ系テレビアニメ『働きマン』（2006年）の主題歌として使用された。また、テレビ神奈川音楽番組『saku saku』（2000年 - 2017年）の2007年2月度のエンディングテーマとしても使用された。ミュージック・ビデオではUNICORN版へのオマージュが含まれている。
カップリング曲は、イギリスのロックバンドであるビートルズおよびELOのカバー曲となっている。シングル盤はオリコンチャートにて最高位41位となった。

### シングル収録曲（PUFFY）
| #         | タイトル                          | 作詞・作曲                  | 時間  |
| --------- | --------------------------------- | --------------------------- | ----- |
| 1.        | 「働く男」                        | 奥田民生                    | 3:43  |
| 2.        | 「Lucy In The Sky With Diamonds」 | Paul McCartney、John Lennon | 3:38  |
| 3.        | 「Don't Bring Me Down」           | Jeff Lynne                  | 4:07  |
| 合計時間: | 合計時間:                         | 合計時間:                   | 11:28 |

### スタッフ・クレジット（PUFFY）
- 安野モヨコ - カバー・イラストレーション
- 三浦憲治 - 写真撮影
- 吉村結子 (D-CORD) - スタイリング
- 山口久勝 (Rond.) - ヘアー、メイク・アップ
- 篠田直樹 - デザイン
- 阿部充泰（ソニー・ミュージックスタジオ） - マスタリング

### リリース履歴（PUFFY）
| No. | 日付           | レーベル         | 規格       | 規格品番  | 最高順位 | 備考 |
| --- | -------------- | ---------------- | ---------- | --------- | -------- | ---- |
| 1   | 2006年11月22日 | キューンレコード | 12センチCD | KSCL-1073 | 41位     |      |

### 楽曲の収録アルバム（PUFFY）
- 『Hit&Fun』（2007年）
- 『PLAYLIST〜PUFFY 25th Anniversary〜』（2021年）